# Chizhou
Chizhou (chinois : 池州市 ; pinyin : Chízhōu shì) est une ville-préfecture du sud de la province de l'Anhui en Chine.
La préfecture de Chizhou a été officiellement créée en quatrième année de l'ère de Wu, dynastie des Tang. (A.D. 621)

## Subdivisions administratives
La ville-préfecture de Chizhou exerce sa juridiction sur quatre subdivisions - un district et trois xian :
- le district de Guichi - 贵池区 Guìchí Qū ;
- le xian de Dongzhi - 东至县 Dōngzhì Xiàn ;
- le xian de Shitai - 石台县 Shítái Xiàn ;
- le xian de Qingyang - 青阳县 Qīngyáng Xiàn.

## Culture

### Patrimoine
Dizang, sculpture monumentale bouddhique.